# 見るとあなたも呪われる?! 生人形
『見るとあなたも呪われる？！生人形』（みるとあなたものろわれる？！なまにんぎょう）は、2013年公開の田川幹太監督のドキュメンタリー作品である。

## 概要
数年前、実際に起きた人形に纏わる怪奇現象と関わった人間たちの状況を再現したと思われるセミドキュメンタリー作品であり、見た人間の７割に何らかの不幸な出来事が起きるという呪われた人形のエピソードと映像を収録。
本作品は2013年4月にニコニコ生放送・ZOOチャンネル内で放送された『呪われた人形』の続編（厳密には前作）となるオリジナルビデオ作品である。

## 問題の人形
本作品の監督・田川の旧友に金銭の無心をされた代わりに置いていかれたのが、和製であるにもかかわらずに洋服に着せ替えられた人形。
後に田川に人形を託した旧友は自殺し、周辺のスタッフも相次いで事故やトラブルに巻き込まれる不幸を招いていく。
そして託された当人である田川や直属のスタッフも怪現象が起きて、スタッフ達が所属する制作会社は倒産の憂き目に遭う。
人形は姿を消し、再びどこからともなく現れては消えるという奇妙な行動を起こし、時折、その表情を奇妙に醜く変えるという奇妙な現象を巻き起こす。

## ニコニコ生放送内での現象
本作品がリリースされる前に前哨作品として、ニコニコ生放送・ZOOチャンネル内で公開された。

放送中、機材にアクシデントが発生。ナビゲーターの田川も意識を失い、スタッフの秋元が発狂し、女性スタッフの姫に殴りかかる等の怪現象が続発する事態になる。
人形の姿をオンエア後、多数の閲覧者にパニックを引き起こし、放送終了間近、一部の閲覧者からパッシングを浴びる混乱の中、終了した。

## 出演者
- 田川幹太
- 田中餌蝋
- 秋山貴史
- 姫
- きょうちゃん